# Populus nigra var. elegans
Populus nigra subsp. elegans é uma variedade de planta com flor pertencente à família Salicaceae. 
A autoridade científica da variedade é L.H.Bailey, tendo sido publicada em Cornell Univ. Agric. Exp. Sta. Bull. 68: 227, fig. 1 f (1894).

## Portugal
Trata-se de uma variedade presente no território português, nomeadamente em Portugal Continental.
Em termos de naturalidade é introduzida na região atrás indicada.

## Protecção
Não se encontra protegida por legislação portuguesa ou da Comunidade Europeia.